# Paravonones quadratus
Paravonones quadratus is een hooiwagen uit de familie Cosmetidae.